# جی‌دی‌اس آماتسوکاز (دی‌دی‌جی-۱۶۳)
جی‌دی‌اس آماتسوکاز (دی‌دی‌جی-۱۶۳) (به انگلیسی: JDS Amatsukaze (DDG-163)) یک کشتی است که طول آن ۱۳۱٫۰ متر (۴۲۹ فوت ۹ اینچ) می‌باشد. این کشتی در سال ۱۹۶۳ ساخته شد.